# ノータスソーラージャパン
ノータスソーラージャパン株式会社（英語名: Notus Solar Japan Co., Ltd.）は、日本の大阪府大阪市に本社を置く再生可能エネルギーをあつかう企業であり、農業と発電を両立させる営農型太陽光発電架台「ノータスソーラーシステム」の提供、発電所の設置及び運営に纏わるコンサルティング、そしてノータスソーラーシステムの保守管理を事業として実施している。
同社は、農業者の所得を向上させる農業を主体とした独自の営農型太陽光発電事業「ノータスソーラー」を普及させることを目的として、鳥取県の山間部で農業を営むノータス研究所株式会社（旧名：米風土鳥取）を発起人として2022年に設立。

## 概要
ノータスソーラージャパンを設立したノータス研究所は、高級なブランド米の栽培に特化した農地所有適格法人で、そのブランド米は国際的なコンクールでも高い評価を得、金賞を含み多数の受賞実績を誇る。2009年の創業以来、高齢化が進む地域農業の受け皿として、日本の農業の課題とも直接向き合ってきたことから、今後の日本の農業の活性化のために、独自の田んぼオーナー制度を立ち上げたり、スマート農業のモニターに積極的に参加したりするなど、農業収入を向上させる事業モデルへ積極的に挑戦。その中で、営農型太陽光発電に出会い、農業収入の向上のため営農型太陽光発電の研究を始めたことが、ノータスソーラージャパンの起業につながる。
ノータス研究所の営農型太陽光発電の研究を引き継いだノータスソーラージャパンは、農業者目線で設計した営農型太陽光発電架台「ノータスソーラーシステム」を完成。同社の架台を活用し、農業者に新たな収入をもたらすことで持続可能な農業を実現する「ノータスソーラー」事業を日本全国に普及させることを目指している。

## 事業内容
ノータスソーラージャパンは、営農型太陽光発電架台「ノータスソーラーシステム」を活用した営農型太陽光発電事業の立ち上げを通じて、地方の農業者には新たな収入をもたらし、都市の電力需要家には追加性のある再生可能エネルギーの供給をもたらすことで、エネルギーの脱炭素化をしながら持続可能な農業で地方創生に貢献する事業構想を描いている。同社は、その事業構想にて、電力需要家とその需要に合わせた最適な発電事業のビジネススキームを提案し、営農型発電所用地の開拓と、同社が開発した「ノータスソーラーシステム」の設計、設置、保守・運用管理を行いながら、発電事業全体を円滑に運営していくためのコーディネーターとしての役割を担っている。
「ノータスソーラー」事業の中核的な技術として位置づけている営農型太陽光発電架台は、同社が、イタリアのREMTEC社が国際特許を有する3次元追尾太陽光発電技術「アグロボルタイコ」の国内独占展開権を2019年に取得して、日本の農業に最適化した「ノータスソーラーシステム200シリーズ」として設計し、提供しているもので、以下の技術的な特徴を持つ。

### 技術的特徴
十分なパネル下の営農空間
広い空間設計
- 「ノータスソーラーシステム200シリーズ」は、柱間が12メートル以上、パネルの高さが4.5メートル以上という業界トップクラスの広い営農空間を確保。この設計により、大型農機の利用が可能となり、従来の架台では難しかった効率的な農作業を実現することができる[4]。

多様な作物栽培への対応
- 広い空間と日照調整機能により、作付けする作物の種類を限定せず、農業の柔軟性を高めている[5]。

3次元追尾技術
太陽光の効率的追尾
- イタリアのREMTEC社の「アグロボルタイコ」技術を採用し、太陽光を3次元で追尾するプログラムを搭載。この技術により、太陽の動きに合わせてパネルの角度を最適化し、発電効率を従来の固定型パネルと比較して大幅に向上させることが可能になっている。

影の最小化
- パネル同士が作る影を計算し、発電効率を最大化する設計が施されている。

可動式パネル
遮光コントロール
- 太陽光パネルの角度を調整することで、農作物への遮光をコントロール可能。これにより、日照不足を防ぎ、農作物の生育に与える影響を最小限に抑えることができる[6]。

柔軟な運用
- パネルの可動性により、農業と発電の両立を効率的に実現している。

IoT技術の活用
リモート制御
- パネルの角度や発電状況をリモートで管理可能で、これにより、現地に赴く必要が減り、運用コストを削減することができる。

データ収集と分析
- 風速、パネル角度などのデータを一括管理し、効率的な運用をサポート。

災害対応
自動調整機能
- 強風や積雪などの災害時には、パネルが自動的に「セーフティーポジション」に移動。強風時にはパネルを水平に、積雪時には垂直にすることで、破損を防ぐことができる[8]。

耐久性の向上
- 災害時の被害を最小限に抑える設計により、長期的な運用の安定性を確保している。

## 提携と展開
ノータスソーラージャパンは、国内外の企業と積極的に提携し、営農型太陽光発電事業の拡大を図っている。以下に、主要な提携内容を詳述する。

### 戸田建設との資本提携
ノータスソーラージャパンと戸田建設は、再生可能エネルギーの拡充と日本農業の活性化を目的とした資本業務提携を2023年3月に締結。両社の資本業務提携により、ノータスソーラージャパンが設計する「ノータスソーラーシステム」を活用し、営農型太陽光発電所の建設および発電事業を推進していくことが発表された。この協業によって、農業者の収入を安定させ、地域および日本全体の農業の活性化を目指すとともに、両社の取組によって発電したエネルギーは、戸田建設の関連事業所やその他民間企業にも供給され、脱炭素社会の実現にも寄与することを目指している。

### サンフロンティア不動産との資本提携
ノータスソーラージャパンは、2023年3月、営農型太陽光発電の普及を目的にサンフロンティア不動産株式会社と資本業務提携を締結した。サンフロンティア不動産は、不動産のバリューアップを通じて持続可能な社会の実現を目指しており、ノータスソーラージャパンとの協力により、以下の目標を掲げている。
- 営農型太陽光発電の普及促進 - 農地上空に太陽光発電設備を設置し、農作物の栽培と発電を両立させる「ノータスソーラーシステム」を全国の自治体や民間企業に提案。
- 2030年までの目標 - 400ヘクタールの農地に合計200メガワットの太陽光発電設備を設置し、年間3億キロワットアワー以上の発電を実現する計画を進行中。

- 脱炭素化と農業の活性化 - 再生可能エネルギーの活用を通じて、地域の農業振興とカーボンニュートラルの推進を目指す。

### シナネンホールディングスとの資本提携[11]
2022年10月、ノータスソーラージャパンはシナネンホールディングスと協業に関する基本合意を締結した。その後、2024年4月に資本提携を実施。協業として、再生可能エネルギーの供給を通じて脱炭素社会の実現を目指すものであり、以下の取り組みが進められている。
- 営農型太陽光発電所の共同開発 - 両社は、日本全国の農地を活用し、営農型太陽光発電所を建設。地域の農業関係者と連携し、発電所の運営を行っている。
- 地域活性化の推進 - 再生可能エネルギーの導入を通じて、地域の農業従事者に新たな収益源を提供し、農業の持続可能性を向上。
- カーボンニュートラルの実現 - シナネンホールディングスが掲げる「2050年カーボンニュートラル」の目標に向け、ノータスソーラージャパンの技術を活用したソリューションを展開。

### その他の提携
ノータスソーラージャパンは、地域の農業振興と再生可能エネルギーの普及を同時に実現することを目指し、その他の企業とも提携し、全国規模での営農型太陽光発電所の開発を進めている。

## 社会的意義
ノータスソーラージャパンの取組は、エネルギーの脱炭素化をしながら持続可能な農業で地方創生に貢献する事業構想「ノータスソーラー」を通じて、以下に詳述する通り、持続可能な社会の実現に向けた多面的な社会的意義を持っている。

### 農業の活性化
ノータスソーラージャパンが推進する営農型太陽光発電は、農地の上空に太陽光発電設備を設置し、農作物の栽培と発電を両立させることを目指している。この取り組みは、農地の有効活用を図るだけでなく、農業従事者に新たな収益源を提供することで、農業の持続可能性を高めている。
- 農地の有効活用 - 日本国内では、耕作放棄地や利用が限定的な農地が増加している。ノータスソーラージャパンの技術は、これらの農地を再活用し、農業生産とエネルギー生産を同時に行うことを可能にする。
- 収益向上 - 農業従事者は、農作物の収益に加えて、太陽光発電による電力販売収入を得ることができ、経済的な安定性が向上することにつながる。
- 技術的支援 - 同社が提供する「ノータスソーラーシステム」は、農作物への影響を最小限に抑える設計が施されており、農業生産性を維持しながら発電を行うことが可能。

これにより、農業の収益性を高めるだけでなく、若い世代の農業参入を促進し、農業の未来を支える基盤を構築している。

### 脱炭素社会の推進
ノータスソーラージャパンは、再生可能エネルギーの普及を通じて、カーボンニュートラルの実現に貢献している。特に、同社の営農型太陽光発電技術は、環境負荷を低減しながらエネルギー供給を行う点で、脱炭素社会の実現に向けた重要な役割を果たしている。
- 再生可能エネルギーの普及 - 同社の「ノータスソーラーシステム200シリーズ」は、イタリアのREMTEC社が開発した3次元追尾型太陽光発電技術「アグロボルタイコ」を採用しており、高効率な発電を実現している。この技術により、農地を活用した再生可能エネルギーの供給が可能となり、化石燃料への依存を減らすことで、温室効果ガスの削減にも大きく寄与している。
- 災害対応型技術 - 太陽光パネルの自動調整機能により、強風や積雪などの災害時にも安定した発電を維持し、エネルギー供給の信頼性を高めている。

### 地域活性化
ノータスソーラージャパンは、地域の農業関係者や自治体と連携し、持続可能なエネルギー供給モデルを構築することで、地域社会の活性化を目指している。
- 地域経済の活性化 - 営農型太陽光発電所の建設や運営を通じて、地域の雇用を創出し、地元経済の活性化に寄与。

- 自治体との連携 - 同社は、全国の自治体や民間企業に対してソーラーシェアリングの導入を提案し、地域ごとの特性に応じたエネルギー供給モデルを構築している。

- 農業コミュニティの強化 - 地域の農業従事者と協力し、発電所の運営を共同で行うことで、地域コミュニティの結束を強化。

これにより、地域の農業基盤を強化するとともに、エネルギーの地産地消を促進し、地域社会全体の持続可能性を向上させている。

## 沿革
- 2009年4月 - ノータス研究所の前身である株式会社米風土鳥取を設立
- 2018年 - 米風土鳥取が栽培したブランド米が第20回米・食味分析鑑定コンクール国際大会の2部門で金賞を受賞
- 2021年 - 営農型太陽光発電コンサルティングを開始
- 2022年4月 - ノータスソーラージャパン株式会社を設立し、営農型太陽光発電事業を本格的に開始。米風土鳥取はノータス研究所株式会社へ社名変更。
- 2023年3月 - サンフロンティア不動産株式会社、戸田建設株式会社と資本業務提携を締結
- 2024年4月 - シナネンホールディングスと資本提携。資本金を9,400万円に増資

### 出展
1. ↑  “ノータスソーラージャパン株式会社 |”. ノータスソーラージャパン株式会社. 2024年12月25日閲覧。
2. ↑  “非FITで営農型太陽光を推進、2軸追尾型架台で農作業も楽に - 特集 - メガソーラービジネス : 日経BP”. メガソーラービジネス. 2024年12月25日閲覧。
3. ↑  “シナネン、PPAで営農型太陽光を推進、ノータスと協業 - ニュース - メガソーラービジネス : 日経BP”. メガソーラービジネス. 2024年12月25日閲覧。
4. ↑  “シナネン、PPAで営農型太陽光を推進、ノータスと協業 - ニュース - メガソーラービジネス : 日経BP”. メガソーラービジネス. 2024年12月25日閲覧。
5. ↑  “シナネン、PPAで営農型太陽光を推進、ノータスと協業 - ニュース - メガソーラービジネス : 日経BP”. メガソーラービジネス. 2024年12月25日閲覧。
6. ↑  “農業と発電を両立させるソーラーシェアリング技術を展開するノータスソーラージャパンと協業に関する基本合意を締結｜ニュースリリース｜シナネンホールディングス株式会社 SINANEN HOLDINGS CO.,LTD.”. sinanengroup.co.jp. 2024年12月25日閲覧。
7. ↑  “追尾型太陽光パネル架台開発 - 株式会社ジェイテック | ヒトを想う、テクノロジー。”. 株式会社ジェイテックは、多岐にわたるシステム開発をはじめ、独自の製品ソリューションなど、幅広い技術領域からお客様へ安心感を提供しています。 (2024年5月20日). 2024年12月25日閲覧。
8. ↑  “シナネン、PPAで営農型太陽光を推進、ノータスと協業 - ニュース - メガソーラービジネス : 日経BP”. メガソーラービジネス. 2024年12月25日閲覧。
9. ↑  “営農型太陽光発電事業を通して、脱炭素社会の実現に貢献するノータスソーラージャパンと資本業務提携へ | 新着情報 | 戸田建設”. 戸田建設株式会社. 2024年12月25日閲覧。
10. ↑  “サンフロンティア不動産、次世代営農型太陽光発電技術を持つノータスソーラージャパンと資本業務提携合意”. 日本経済新聞 (2023年3月15日). 2024年12月25日閲覧。
11. ↑  “シナネンHD、営農発電に参入 新興のノータスと協業”. 日本経済新聞 (2022年10月20日). 2024年12月25日閲覧。